# Gran Premio del Canada 2015
Il Gran Premio del Canada 2015 è stata la settima prova della stagione 2015 del campionato mondiale di Formula 1. La gara si è disputata domenica 7 giugno 2015 sul circuito Gilles Villeneuve di Montréal. La gara è stata vinta dal britannico Lewis Hamilton su Mercedes, al suo trentasettesimo successo. Hamilton ha preceduto sul traguardo il suo compagno di scuderia, il tedesco Nico Rosberg e il finlandese Valtteri Bottas su Williams-Mercedes.

## Vigilia

### Sviluppi futuri
La Federazione Internazionale dell'Automobile lancia un bando per la ricerca di un nuovo team che competa nel campionato. I criteri che porteranno all'eventuale selezione di una nuova scuderia sono sia di tipo organizzativo che finanziario. Le scuderie potranno inviare le richieste entro il 30 giugno, mentre entro il 1º settembre saranno definitivi, nello specifico, i criteri di selezione. Se nessuno dei candidati sarà ritenuto idoneo non verrà selezionata alcuna squadra supplementare.

### Aspetti tecnici
La Pirelli, fornitrice unica degli pneumatici, conferma per questa gara le stesse mescole utilizzate nel precedente Gran Premio di Monaco, ovvero soft e supersoft.
La Scuderia Ferrari impiega per questa gara una versione aggiornata del proprio propulsore, utilizzando tre gettoni di sviluppo, concessi dal regolamento. Le novità tecniche principali riguardano la combustione. Anche la Honda, che fornisce i propulsori alla McLaren, porta una nuova versione del suo motore, andando a sostituire turbina e compressore, utilizzando due gettoni di sviluppo.
La Federazione Internazionale dell'Automobile concede ai piloti di utilizzare il Drag Reduction System sul lungo rettilineo tra la curva dell'Epingle, e sul rettilineo dei box. Vi è un solo detection point, punto per la determinazione del distacco fra i piloti, posizionato dopo la curva 9.

### Aspetti sportivi
Max Verstappen sconta una penalità di cinque posizioni in griglia per avere causato l'incidente con Romain Grosjean, nella parte finale della gara precedente, il Gran Premio di Monaco. Al pilota olandese sono sottratti anche due punti dalla Superlicenza FIA.
Alan Jones è nominato commissario aggiunto per il Gran Premio, da parte della FIA. L'ex pilota australiano, campione del mondo di Formula 1 nel 1980, ha svolto l'ultima volta questa funzione nel Gran Premio di Spagna 2015.
Fabio Leimer, pilota svizzero, vincitore della GP2 Series 2013, è indicato quale pilota di riserva alla Marussia.

## Prove

### Resoconto
La prima sessione di prove si svolge con cielo nuvoloso ma senza pioggia. La sessione inizia con dei problemi tecnici per Jenson Button, che nella prima mezz'ora ha potuto effettuare solo due giri cronometrati, a causa del mal funzionamento della trasmissione. I due piloti della Mercedes sono i protagonisti della sessione, lottando costantemente per il tempo migliore. Al termine il più rapido è Lewis Hamilton, che precede Nico Rosberg di quattro decimi. Al terzo posto si pone Romain Grosjean, su Lotus, motorizzata Mercedes. Durante la sessione i piloti si lamentano per lo sporco sul tracciato, costringendo così gli steward a dovere intervenire per pulire la pista, tanto che alcuni piloti sono stati anche autori di testacoda.
Nella seconda sessione il cielo minaccia pioggia, così che i piloti decidono subito di affrontare la pista con gomme supersoft. Le Ferrari comandano la lista dei tempi, fino al tentativo di Lewis Hamilton, che si porta sotto il muro del minuto e sedici. Dopo questa prima fase i piloti optano per le gomme soft e per run più lunghi. Quando mancano cinquanta minuti al termine della sessione la pioggia inizia a cadere sul tracciato, tanto che le scuderie decidono di abbandonare la pista. Solo la Mercedes rimanda in pista i suoi piloti, montando gomme intermedie. Lewis Hamilton esce però di pista al tornante, andando a toccare le barriere. Nel resto della sessione nessun pilota prova il tracciato.
Nella sessione del sabato il miglior tempo è fatto segnare da Nico Rosberg su Mercedes. La sessione, caratterizzata da basse temperature di aria e asfalto, è stata interrotta in due occasioni con la bandiera rossa: la prima volta a causa di un incidente di Felipe Nasr, che nel tentativo di scaldare le gomme, con il DRS in funzione, ha perso aderenza ed è andato a sbattere contro le protezioni. La seconda interruzione è dovuta allo stop in pista per la McLaren di Jenson Button, bloccata da problemi tecnici. La classifica, nelle prime posizioni, vede Kimi Räikkönen secondo, davanti a Romain Grosjean. Lewis Hamilton ha effettuato solo 9 giri, senza riscontri cronometrici importanti, bloccato nel suo tentativo migliore dall'esposizione delle bandiere rosse. Sebastian Vettel ha chiuso con l'ottavo tempo ma è stato limitato da problemi tecnici della sua monoposto, mentre Fernando Alonso ha potuto effettuare solo tre giri, in quanto sulla sua monoposto è stato montato il quarto motore diverso in stagione.

### Risultati
Nella prima sessione del venerdì si è avuta questa situazione:
| Pos | Nº | Pilota          | Costruttore    | Tempo    | Gap    | Giri |
| --- | -- | --------------- | -------------- | -------- | ------ | ---- |
| 1   | 44 | Lewis Hamilton  | Mercedes       | 1'16"212 |        | 34   |
| 2   | 6  | Nico Rosberg    | Mercedes       | 1'16"627 | +0"415 | 38   |
| 3   | 8  | Romain Grosjean | Lotus-Mercedes | 1'17"721 | +1"509 | 35   |

Nella seconda sessione del venerdì si è avuta questa situazione:
| Pos | Nº | Pilota           | Costruttore | Tempo    | Gap    | Giri |
| --- | -- | ---------------- | ----------- | -------- | ------ | ---- |
| 1   | 44 | Lewis Hamilton   | Mercedes    | 1'15"988 |        | 22   |
| 2   | 5  | Sebastian Vettel | Ferrari     | 1'16"304 | +0"316 | 19   |
| 3   | 7  | Kimi Räikkönen   | Ferrari     | 1'16"310 | +0"322 | 20   |

Nella terza sessione del sabato si è avuta questa situazione:
| Pos | Nº | Pilota          | Costruttore    | Tempo    | Gap    | Giri |
| --- | -- | --------------- | -------------- | -------- | ------ | ---- |
| 1   | 6  | Nico Rosberg    | Mercedes       | 1'15"660 |        | 17   |
| 2   | 7  | Kimi Räikkönen  | Ferrari        | 1'16"233 | +0"573 | 20   |
| 3   | 8  | Romain Grosjean | Lotus-Mercedes | 1'16"772 | +1"112 | 14   |

## Qualifiche

### Resoconto
Jenson Button, dopo i problemi tecnici della sessione di prove libere del mattino, non partecipa alle qualificazioni. Il guasto tecnico riscontrato riguarda il cedimento del sistema di sovralimentazione e dell'ERS. La Toro Rosso decide di montare sulla vettura di Max Verstappen il quinto motore stagionale: ciò comporta una penalizzazione di dieci posizioni sulla griglia di partenza, che si vanno sommare alle cinque posizioni di penalità, già inflitte per l'incidente di Monaco.
Nei primi minuti della Q1 Sebastian Vettel riscontra dei problemi alla MGU-K, ed è costretto presto al rientro ai box. La classifica dei tempi è comandata dalle Mercedes, mentre Pastor Maldonado effettua un'escursione fuori pista, in una zona con il fondo in erba, e necessita dell'aiuto dei commissari per rientrare in pista.
Nella fase finale della sessione i piloti, nel tentativo di evitare l'eliminazione, montano le gomme supersoft: Romain Grosjean si porta al comando della graduatoria, sopravanzando Nico Rosberg. Vettel tenta di entrare tra i qualificati alla fase successiva, ma senza successo. Viene eliminato anche Felipe Massa, che subisce un problema tecnico a una valvola del turbocompressore. Oltre a questi due piloti, e a Button che non ha girato, non passano in Q2 i due conduttori della Marussia.
Anche nella seconda fase le Mercedes comandano la classifica, questa volta però utilizzando anch'esse le gomme più morbide. Negli ultimi minuti della sessione vi è una grossa battaglia per conquistare il diritto ad accedere alla fase decisiva. Prima Grosjean si pone al terzo posto, poi Carlos Sainz Jr. entra tra i primi dieci, prima di essere a sua volta preceduto da Daniil Kvjat. Oltre allo spagnolo della Scuderia Toro Rosso, non rientrano nei qualificati anche l'altro pilota della scuderia faentina, Max Verstappen, poi le due Sauber e Fernando Alonso.
Il primo tempo fatto segnare nella Q3 è quello di Nicolas Hülkenberg, presto battuto da Kimi Räikkönen. Le Mercedes effettuano due giri di lancio, prima di tentare di fare segnare un tempo significativo. Lewis Hamilton precede Nico Rosberg di circa tre decimi. Nel secondo tentativo Räikkönen riesce a migliorarsi, senza però impensierire il duo della Mercedes, che comunque non è in grado, pur con un treno di gomme nuove, a migliorare i tempi ottenuti con il primo tentativo. Lewis Hamilton conquista la sua quarantaquattresima pole position, davanti a Nico Rosberg: per la Mercedes è la diciottesima pole position consecutiva.
Al termine delle qualifiche Sebastian Vettel è stato penalizzato di cinque posizioni sulla griglia di partenza e di tre punti sulla Superlicenza per avere effettuato un sorpasso su Roberto Merhi in regime di bandiera rossa, durante la terza sessione di prove libere. Jenson Button, ammesso comunque alla partenza, deve scontare un drive-through, in quanto, sulla sua monoposto, è stato sostituito il turbo e la MGU-H.

### Risultati
Nella sessione di qualifica si è avuta questa situazione:
| Pos                         | Nº | Pilota             | Costruttore             | Q1          | Q2       | Q3       | Griglia |
| --------------------------- | -- | ------------------ | ----------------------- | ----------- | -------- | -------- | ------- |
| 1                           | 44 | Lewis Hamilton     | Mercedes                | 1'15"895    | 1'14"661 | 1'14"393 | 1       |
| 2                           | 6  | Nico Rosberg       | Mercedes                | 1'15"893    | 1'14"673 | 1'14"702 | 2       |
| 3                           | 7  | Kimi Räikkönen     | Ferrari                 | 1'16"259    | 1'15"348 | 1'15"014 | 3       |
| 4                           | 77 | Valtteri Bottas    | Williams-Mercedes       | 1'16"552    | 1'15"506 | 1'15"102 | 4       |
| 5                           | 8  | Romain Grosjean    | Lotus-Mercedes          | 1'15"833    | 1'15"187 | 1'15"194 | 5       |
| 6                           | 13 | Pastor Maldonado   | Lotus-Mercedes          | 1'16"098    | 1'15"622 | 1'15"329 | 6       |
| 7                           | 27 | Nicolas Hülkenberg | Force India-Mercedes    | 1'16"186    | 1'15"706 | 1'15"614 | 7       |
| 8                           | 26 | Daniil Kvjat       | Red Bull Racing-Renault | 1'16"415    | 1'15"891 | 1'16"079 | 8       |
| 9                           | 3  | Daniel Ricciardo   | Red Bull Racing-Renault | 1'16"410    | 1'16"006 | 1'16"114 | 9       |
| 10                          | 11 | Sergio Pérez       | Force India-Mercedes    | 1'16"827    | 1'15"974 | 1'16"338 | 10      |
| 11                          | 55 | Carlos Sainz Jr.   | STR-Renault             | 1'16"611    | 1'16"042 | N.D.     | 11      |
| 12                          | 33 | Max Verstappen     | STR-Renault             | 1'16"361    | 1'16"245 | N.D.     | 19      |
| 13                          | 9  | Marcus Ericsson    | Sauber-Ferrari          | 1'16"796    | 1'16"262 | N.D.     | 12      |
| 14                          | 14 | Fernando Alonso    | McLaren-Honda           | 1'17"012    | 1'16"276 | N.D.     | 13      |
| 15                          | 12 | Felipe Nasr        | Sauber-Ferrari          | 1'16"968    | 1'16"620 | N.D.     | 14      |
| 16                          | 5  | Sebastian Vettel   | Ferrari                 | 1'17"344    | N.D.     | N.D.     | 18      |
| 17                          | 19 | Felipe Massa       | Williams-Mercedes       | 1'17"886    | N.D.     | N.D.     | 15      |
| 18                          | 98 | Roberto Merhi      | Marussia-Ferrari        | 1'19"133    | N.D.     | N.D.     | 16      |
| 19                          | 28 | Will Stevens       | Marussia-Ferrari        | 1'19"157    | N.D.     | N.D.     | 17      |
| Tempo limite 107%: 1'21"141 |    |                    |                         |             |          |          |         |
| NQ                          | 22 | Jenson Button      | McLaren-Honda           | senza tempo | N.D.     | N.D.     | 20      |

In grassetto sono indicate le migliori prestazioni in Q1, Q2 e Q3.

## Gara

### Resoconto
Lewis Hamilton è primo alla prima curva della gara, precedendo Nico Rosberg e Kimi Räikkönen. Seguono poi Valtteri Bottas, Romain Grosjean, Nicolas Hülkenberg e Pastor Maldonado. Nelle retrovie iniziano la loro rimonta sia Felipe Massa che Sebastian Vettel. Il brasiliano, partito quindicesimo è già dodicesimo al settimo giro, seguito di una posizione dal tedesco. Vettel effettua il suo cambio gomme già al giro 8, anche se una imprecisione dei meccanici gli fa perdere qualche secondo ai box.
Massa passa Marcus Ericsson, poi Daniel Ricciardo e Sergio Pérez, installandosi al nono posto al quindicesimo passaggio. Quattro giri dopo sorpassa anche Daniil Kvjat e, grazie al pit stop di Maldonado, è settimo.
Al giro 26 Räikkönen effettua il suo cambio gomme: nel giro successivo però finisce in testacoda all'Epingle. Quando Valtteri Bottas effettua la sua sosta ai box, al giro 28, rientra in pista davanti al connazionale. Tra il giro 29 e il 30 effettuano il loro cambio degli pneumatici anche i due di testa: la classifica rimane invariata, sempre con Lewis Hamilton davanti a Nico Rosberg. Il tedesco riesce ad avvicinarsi al britannico, che però mantiene sempre più di un secondo di distacco dal compagno di team.
Risale la classifica anche Vettel, che prima passa le due Toro Rosso, poi Marcus Ericsson e infine Pastor Maldonado, ponendosi così al settimo posto, al giro 29. Al giro 35 Grosjean passa Massa, che non ha ancora effettuato la sosta. Nello stesso giro anche Vettel rientra ai box, per la sua seconda sosta. Il tedesco della Scuderia Ferrari è ora nono, dietro a Hülkenberg. Felipe Massa attende il giro 37 per il pit stop, e rientra in pista nono, dietro a Sebastian Vettel, ma davanti a Kvjat.
Al quarantesimo passaggio anche Kimi Räikkönen si ferma per la seconda volta, ma mantiene la quarta posizione. Due giri dopo Vettel passa Nicolas Hülkenberg all'ultima chicane: la Force India sbanda ma evita il contatto con il ferrarista, che così scala settimo. Anche Massa sorpassa Hülkenberg. Al giro 50 Romain Grosjean sfiora la collisione con Will Stevens, doppiato, proprio all'inizio della corsia dei box: entrambi vanno al cambio gomme. Il francese scende all'undicesimo posto. La direzione di gara decide di penalizzare, di cinque secondi sul tempo di gara, il francese.
Al cinquantacinquesimo passaggio Sebastian Vettel ha la meglio su Pastor Maldonado e conquista la quinta piazza. Nello stesso giro Grosjean rientra in zona punti, passando Pérez, per il decimo posto. Maldonado, al giro 62, cede ancora una posizione, questa volta a Felipe Massa.
Lewis Hamilton conquista la sua quarta vittoria sul tracciato canadese, precedendo Nico Rosberg e Valtteri Bottas. Il podio del finlandese è il primo in stagione per un pilota che non corre né con la Mercedes né con la Ferrari.

### Risultati
I risultati del Gran Premio sono i seguenti:
| Pos | Nº | Pilota             | Costruttore             | Giri | Tempo/Ritiro | Griglia | Punti |
| --- | -- | ------------------ | ----------------------- | ---- | ------------ | ------- | ----- |
| 1   | 44 | Lewis Hamilton     | Mercedes                | 70   | 1h31'53"145  | 1       | 25    |
| 2   | 6  | Nico Rosberg       | Mercedes                | 70   | +2"285       | 2       | 18    |
| 3   | 77 | Valtteri Bottas    | Williams-Mercedes       | 70   | +40"666      | 4       | 15    |
| 4   | 7  | Kimi Räikkönen     | Ferrari                 | 70   | +45"625      | 3       | 12    |
| 5   | 5  | Sebastian Vettel   | Ferrari                 | 70   | +49"903      | 18      | 10    |
| 6   | 19 | Felipe Massa       | Williams-Mercedes       | 70   | +56"381      | 15      | 8     |
| 7   | 13 | Pastor Maldonado   | Lotus-Mercedes          | 70   | +1'06"664    | 6       | 6     |
| 8   | 27 | Nicolas Hülkenberg | Force India-Mercedes    | 69   | +1 giro      | 7       | 4     |
| 9   | 26 | Daniil Kvjat       | Red Bull Racing-Renault | 69   | +1 giro      | 8       | 2     |
| 10  | 8  | Romain Grosjean    | Lotus-Mercedes          | 69   | +1 giro      | 5       | 1     |
| 11  | 11 | Sergio Pérez       | Force India-Mercedes    | 69   | +1 giro      | 10      |       |
| 12  | 55 | Carlos Sainz Jr.   | STR-Renault             | 69   | +1 giro      | 11      |       |
| 13  | 3  | Daniel Ricciardo   | Red Bull Racing-Renault | 69   | +1 giro      | 9       |       |
| 14  | 9  | Marcus Ericsson    | Sauber-Ferrari          | 69   | +1 giro      | 12      |       |
| 15  | 33 | Max Verstappen     | STR-Renault             | 69   | +1 giro      | 19      |       |
| 16  | 12 | Felipe Nasr        | Sauber-Ferrari          | 68   | +2 giri      | 14      |       |
| 17  | 28 | Will Stevens       | Marussia-Ferrari        | 66   | +4 giri      | 17      |       |
| Rit | 98 | Roberto Merhi      | Marussia-Ferrari        | 57   | Trasmissione | 16      |       |
| Rit | 22 | Jenson Button      | McLaren-Honda           | 54   | Scarichi     | 20      |       |
| Rit | 14 | Fernando Alonso    | McLaren-Honda           | 44   | Scarichi     | 13      |       |

## Classifiche mondiali

### Piloti
| Pos | Pilota             | Punti |
| --- | ------------------ | ----- |
| 1   | Lewis Hamilton     | 151   |
| 2   | Nico Rosberg       | 134   |
| 3   | Sebastian Vettel   | 108   |
| 4   | Kimi Räikkönen     | 72    |
| 5   | Valtteri Bottas    | 57    |
| 6   | Felipe Massa       | 47    |
| 7   | Daniel Ricciardo   | 35    |
| 8   | Daniil Kvjat       | 19    |
| 9   | Romain Grosjean    | 17    |
| 10  | Felipe Nasr        | 16    |
| 11  | Sergio Pérez       | 11    |
| 12  | Nicolas Hülkenberg | 10    |
| 13  | Carlos Sainz Jr.   | 9     |
| 14  | Max Verstappen     | 6     |
| 15  | Pastor Maldonado   | 6     |
| 16  | Marcus Ericsson    | 5     |
| 17  | Jenson Button      | 4     |

### Costruttori
| Pos | Costruttore             | Punti |
| --- | ----------------------- | ----- |
| 1   | Mercedes                | 285   |
| 2   | Ferrari                 | 180   |
| 3   | Williams-Mercedes       | 104   |
| 4   | Red Bull Racing-Renault | 54    |
| 5   | Lotus-Mercedes          | 23    |
| 6   | Sauber-Ferrari          | 21    |
| 7   | Force India-Mercedes    | 21    |
| 8   | STR-Renault             | 15    |
| 9   | McLaren-Honda           | 4     |